# Mezey József
Mezey József (Kisléta, 1823. május 11. – Promontor, 1882. szeptember 8.) költő, festőművész és fényképész.

## Életútja
Kislétán született, ahol édesapja gazdatiszt volt, nemsokára azonban a Bereg vármegyei Miszticére nevezték ki kincstári sókörlovaggá. Mezey József e szerény rutén faluban élte gyermekéveit; apjától tanult írni, olvasni, és már ekkor kedve telt rajzolgatni szénnel, krétával. A gimnáziumba Máramarosszigetre küldték, ahol már arcképeket festett. A III. osztályt Szatmárt járta, ahol a püspöki tápintézetbe fogadták be. Ott 14 éves korában írt egy regényt, mely kéziratban keringett és elveszett; 15 éves korában az intézeti főnök neve napjára egy háromfelvonásos színművet szerzett, a következő évben hasonló alkalomból egyik tanára tiszteletére egy ötszáz versből álló pásztori játékot írt. A bölcseleti tanfolyamot, bár önerejéből tartotta fenn magát, jelesen végezte; ezen idő alatt azonban apja meghalt.

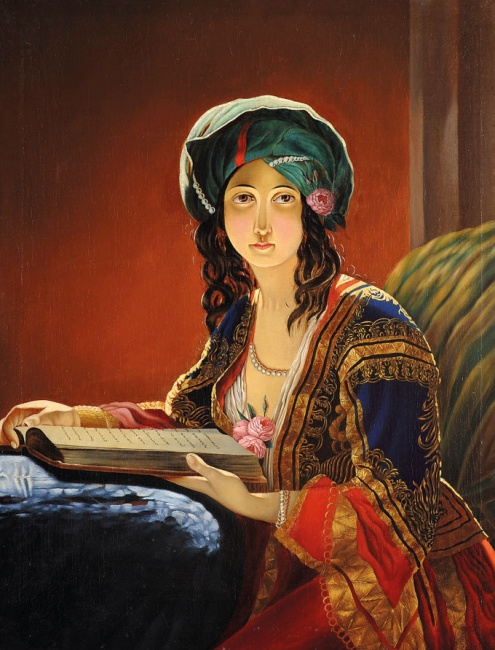
Fiatal nő zöld turbánban (1855)

Nem lévén módjában akadémiában kiképezni szépen fejlődő festészeti tehetségét, mérnök lett és e pályát a gyakorlaton kezdte meg. Szenvedéllyel rajzolt tollal és irónnal acélmetszeteket és kezdett olajba festeni; néhány hónap múlva már arcképeket is készített ezen modorban. Ekkor ismerkedett meg Petőfi Sándorral, aki később benső barátja lett; ekkor kezdett hozzá azon arcképéhez is, mely 1879-ben a Vasárnapi Ujságban megjelent.
1848-ban Bem táborában mint tüzérhadnagy szolgált. A szabadságharc után Nagybányán húzta meg magát és egész odaadással festett és verseket írt. 1850-ben először ment Pestre, ahol Marastoni műtermében hat hónapig tanulmányozta a nagy mesterek műveit. Pénze eközben elfogyván, ismét visszatért Nagybányára, ahol újabb erővel fogott a festészethez. Így két év alatt némi tőkét szerzett és megnősült.
1852-ben lakását Pestre tette át. Itt festette a nagybányai római katolikus templom hat mellékoltárának képeit. Amikor képeit oda vitte, hosszabb betegségbe esett és ezért nem is tért vissza Pestre, hanem a szatmári egyházmegyében mintegy ötven oltárképet festett, valamint számos arcképet, csendéletet és életképet, legszívesebben azonban tájképeket, melyekből többet a pesti műegylet tárlatában kiállítottak; ezeket az egylet és magánosok megvették.
1857 őszén Munkácsra ment a nagylucskai orosz templom négy főképét megfesteni, ahol öt hónapot töltött; azonban december végén nagy meghűlésből szembajt kapott, minek következtében 1858 tavaszán felment Bécsbe, ahol hat heti gyógyítás után baja elmúlt, és még azon év őszén Munkácsra költözött családjával együtt. Itt négy évnél tovább lakott, és templomképeket, arc- és tájképeket festett.

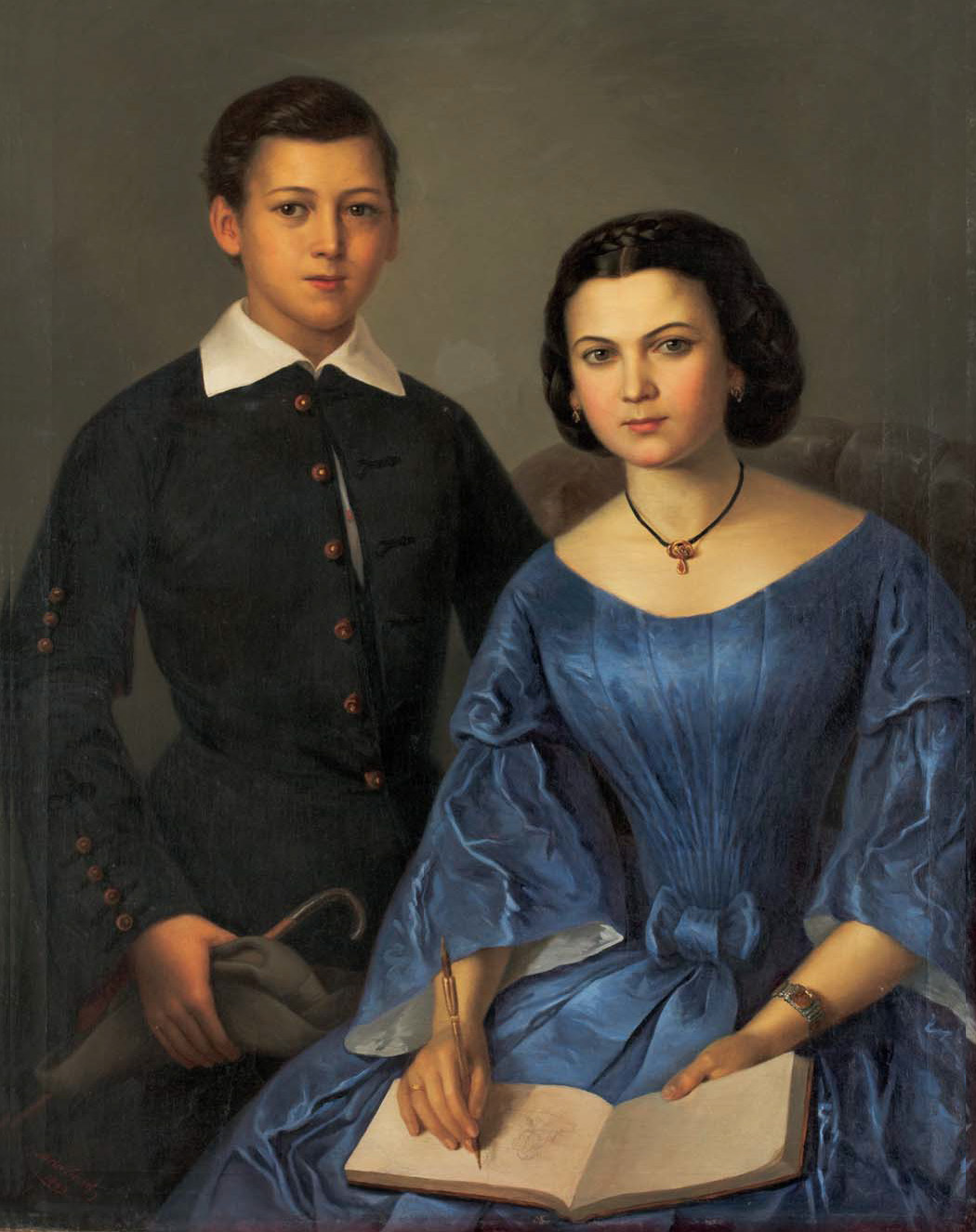
Abonyi testvérek (1859)

1862-ben Máramarosszigetre utazásakor meghűlt, és szemei ismét kezdtek gyengülni; mindamellett 1863 februárjában Nagybányára ment az ottani főoltárképet festeni; e munka azonban már nagyon kínosan ment, és ez volt az utolsó műve. Hiába kereste fel a torjai kénes barlangot és 1864 őszén Budán dr. Siklósy vízgyógyintézetét. Ezután tíz évig özvegy Szűcs Lajosné házában Pesten talált menedéket nejével együtt, folyton a legjelesebb pesti és bécsi orvosokkal gyógyíttatván magát.
1866-ban testben, lélekben megtörve a költészetben keresett vigaszt. Említett nagylelkű jótevőjének halála után az önfenntartás nehéz gondjaival kellett pár évig küzdenie; neje Guzmán Paulina ez alatt megtanulta a postakezelést és 1877-ben Promontoron (ma Budafok) lett postamester, ahova ő is költözött, és itt halt meg.

## Írásai
Költeményei a Hölgyfutárban (1850) és a Fővárosi Lapokban (az 1860-as évek végén); cikke a Magyar Sajtóban (1861. 31. sz. Nehány szó a magyar művészet érdekében); Visszaemlékezések a szabadságharcra, jegyzeteiből összeállította Bodon József (Vasárnapi Ujság 1880. 13-23. sz. és Gyöngyösi Lapok 1888. 49. sat., 1889. 1. sat. sz.); a Nagybánya és Vidékének is munkatársa volt.

## Munkája
- Mezey József költeményei. Pest, 1870. (A 2400 előfizető kielégítésére egymás után három kiadást kellett belőle rendeznie).